# Sphaerocoryne
Sphaerocoryne is een geslacht van neteldieren uit de  familie van de Sphaerocorynidae.

## Soorten
- Sphaerocoryne agassizii (McCrady, 1859)
- Sphaerocoryne bedoti Pictet, 1893
- Sphaerocoryne coccometra (Bigelow, 1909)
- Sphaerocoryne peterseni Bouillon, 1984